# 篠原涼子
篠原 涼子（しのはら りょうこ、1973年8月13日 - ）は、日本の女優、歌手。群馬県桐生市出身。ジャパン・ミュージックエンターテインメント（イー・コンセプト）所属。

## 来歴
1989年、オーディション情報誌『De☆View』の夏の特別オーディションで現事務所に合格し所属。同年10月、ドラマ『高速戦隊ターボレンジャー』（テレビ朝日）第33話に女子生徒役でゲスト出演した。
1990年、16歳の時にアイドルグループ・東京パフォーマンスドール（TPD）のメンバーとしてデビュー。同年5月、シングル「JUST LIKE MAGIC」をグループ内ユニットのGOLBIES名義でリリースしCDデビュー。
1991年12月よりフジテレビのバラエティ番組『ダウンタウンのごっつええ感じ』にレギュラー出演しコントやコーナーに挑戦する。アイドルでありながらお笑いに体当たりで臨む姿勢が人気を博し知名度を得る。
1993年に日本武道館2days、1994年に横浜アリーナで東京パフォーマンスドールのコンサートを開催。
1994年7月、小室哲哉プロデュースにより、篠原涼子 with t.komuro名義でシングル「恋しさと せつなさと 心強さと」をリリース。翌年にかけてロングヒットし、累計202.1万枚を売り上げ（オリコン調べ）、ダブルミリオンを記録する大ヒットとなりブレイク。同年の第36回日本レコード大賞では優秀賞を受賞。『第45回NHK紅白歌合戦』で紅白初出場を果たした。同年9月、東京パフォーマンスドールを卒業。
1995年にシングル「もっと もっと…」「Lady Generation」アルバム「Lady Generation 〜淑女の世代〜」をリリースした後、小室プロデュースを離れる。以後ヒット曲にはなかなか恵まれなかったが、歌手活動と並行して積極的に女優業も行いドラマ出演を重ね、『きらきらひかる』（1998年、フジテレビ）『危険な関係』（1999年、フジテレビ）などでの演技が評価されるようになり、徐々に女優として人気が上昇。
1998年よりグンゼの男性下着ブランド『BODY WILD』のイメージキャラクターに起用され、男性下着のボクサーパンツを着用してCMに出演した。女性が男性用下着CMのイメージモデルを務めたことで話題を呼んだ。CMのキャッチコピーは「男のパンツの広告してます。」。
2001年、蜷川幸雄演出の彩の国シェイクスピア・シリーズ『ハムレット』でオフィーリア役を務め、舞台初出演。
2003年、宮藤官九郎脚本のドラマ『ぼくの魔法使い』（日本テレビ）でヒロインを務め、古田新太演じるおじさんの姿に変身してしまう妻・町田留美子（るみたん）役を好演した。
2004年、『光とともに…〜自閉症児を抱えて〜』（日本テレビ）で連続ドラマ初主演を務め、自閉症児の母・東幸子役の演技が好評を博した。同じ春クール放送のドラマ『アットホーム・ダッド』（フジテレビ）ではヒロインで出演し、2作品のゴールデンタイムの連続ドラマを、主演とヒロインで並行して撮影をした。両作品ともヒットドラマとなり高視聴率を獲得し、女優として高い評価を得た。
2005年、主演ドラマ『溺れる人』（日本テレビ）でアルコール依存症の女性役を演じ、その演技力が高く評価され、第31回放送文化基金賞演技賞を受賞した。同年、主演ドラマ『anego[アネゴ]』（日本テレビ）で自然体な頼れるOL・野田奈央子役を好演。ヒットドラマとなり大きな話題を呼び、人気女優としての地位を確立。同年秋、蜷川幸雄演出の舞台『天保十二年のシェイクスピア』に出演。
2006年、主演ドラマ『アンフェア』（フジテレビ）で刑事・雪平夏見役を好演。映画化もされて10年に渡って続いた大人気シリーズとなり、劇場版3作品（2007年『アンフェア the movie』・2011年『アンフェア the answer』・2015年『アンフェア the end』）は、いずれも興行収入20億円を突破する大ヒットを記録した。
2007年、主演ドラマ『ハケンの品格』（日本テレビ）で特Aランクの派遣社員・大前春子役を好演。最高視聴率26.0%を記録する大ヒットとなった。同年3月公開の映画『アンフェア the movie』で映画初主演。『アンフェア』や『ハケンの品格』での演技が評価され、第44回ギャラクシー賞個人賞を受賞した。
2013年、主演ドラマ『ラスト♡シンデレラ』（フジテレビ）で、おやじ女子・遠山桜役を好演、ヒットドラマとなり多くの反響を呼んだ。同年8月、出身地である群馬県桐生市の観光大使に任命される。
2014年より女性下着メーカー・トリンプのイメージキャラクターに起用され、『天使のブラ®』などのCMに出演し、ブラジャー姿の美しい胸元を披露した。よって、男性用女性用両方の下着CMに出演した経歴を持っている。
2017年、主演ドラマ『愛を乞うひと』（日本テレビ）で、虐待を加える母と、虐待を受けて成長した娘の一人二役を演じる。
2018年、脳死を宣告された娘を狂気とも言える行動で守り抜こうとする母役を演じた主演映画『人魚の眠る家』と『SUNNY 強い気持ち・強い愛』での演技が評価され、第43回報知映画賞主演女優賞を受賞した。同年夏、栗山民也演出の舞台『アンナ・クリスティ』で舞台初主演を務める。
2019年、第42回日本アカデミー賞において『人魚の眠る家』で優秀主演女優賞、『北の桜守』で優秀助演女優賞をダブル受賞した。
2020年度後期放送のNHK連続テレビ小説『おちょやん』（NHK総合）で朝ドラ初出演。
2022年、主演を務めたNetflixシリーズ『金魚妻』が全世界で配信。大胆な濡れ場シーンに挑んだ。各国週間ランキングでは日本、香港、台湾で週間1位を獲得した。世界ランキングのNetflix週間グローバルTOP10（テレビ・非英語）では世界7位にランクインし、日本の作品で初めて世界ランキングTOP10入りを果たした。また、同ドラマの主題歌「Crazy for you」をsino R fine（シノールフィーネ）名義で歌唱し配信リリース。19年ぶりに歌手活動を再開した。
2022年9月、原曲を手掛けた小室哲哉がリアレンジし、篠原がボーカルを新録した「恋しさと せつなさと 心強さと 2023」が配信リリース。『ストリートファイター6』（2023年発売）の日本イメージソングとして起用され、28年ぶりにセルフカバーした。同年の『第73回NHK紅白歌合戦』に1994年以来28年ぶりに出場をし、同曲を小室とともに披露した。
2023年、誕生日である8月13日を皮切りに、ビルボードライブ東京／大阪／横浜の3会場で、ライブツアー『篠原涼子 Birthday Premium Billboard Live 2023』を開催。
2024年、行定勲演出の舞台『見知らぬ女の手紙』に主演。

## 人物

### 私生活
2005年12月8日、俳優の市村正親と結婚。市村と25歳も年の差があったことから父親に結婚を猛反対されたが、最終的には許可してもらえた。
2007年11月に所属事務所を通じて妊娠4か月であることを発表。2008年5月10日に第1子となる長男・優汰を出産した。
2011年9月に第2子の妊娠（妊娠3か月）が報じられ、2012年2月22日に次男を出産した。
2021年7月24日、市村との離婚を発表。長男と次男の親権は市村が持つ。

### 生い立ち
篠原が2歳の時に母親を亡くしているため、母親の記憶は無い。3人兄妹の末っ子で、6歳上の兄と3歳上の姉がおり、父子家庭で育った。篠原の得意とする料理は父親から伝授されたもので、男手ひとつで育ててくれた父親を尊敬している。父親は2010年8月に挙げた篠原の結婚式を見届けた3日後に亡くなった。父親は群馬県出身、母親は北海道出身。
小学生の頃から歌手の中森明菜のファンになり、歌手になりたいと思うようになる。憧れである中森とは1992年にドラマ『素顔のままで』（フジテレビ）で初共演している。
高校1年生の夏に中退し上京。16歳で芸能界デビューしてから半年間、東京パフォーマンスドール（TPD）の活動をしながら、新宿にある寿司屋でアルバイトをしていた。これはTPDのプロデュースの一環で、未成年であったため、事務所から学業か社会勉強かのどちらかを選択するよう指示された事。デビューして1年半はTPDのメンバーの川村知砂と一緒に住んでいた。

### エピソード
- 1994年発売のシングル『恋しさと せつなさと 心強さと』で、日本の女性ソロ歌手のCDシングル売上で初めてダブルミリオンを記録した。小室哲哉は当時の篠原の印象を「東京パフォーマンスドールで活動する姿とバラエティでの姿のギャップがすごい。この子は負けない子だな。くじけないだろうな。」「女優さんになれると思った」と語っている[63][64]。
- 女優業の転機となった作品は1996年に出演したドラマ『ナニワ金融道2』（フジテレビ）。宮本理江子監督や山口雅俊プロデューサーが「良いね」と褒めているところを傍で聞いたことで芝居に手応えを感じられ、自信が持てるようになり、女優の道を志そうと決意した[65][66][67]。
- 2001年に蜷川幸雄演出の舞台『ハムレット』に出演したことで勇気も自信もつき、積極的に芝居に取り組むようになった[68][9]。
- ドラマやCMなどのイメージから、明治安田生命が新入社員を対象に調査した「理想の上司」の女性第1位に2007年・2008年と2年連続で選ばれた[69][70]。
- デビューして間もない頃、ダウンタウンとの共演について「関西の言葉に慣れるまで、言葉が通じず答えが返せなくて、怒るときはビシッてテレビからは想像できないくらい厳しいです。」とコメントをしている[4]。2012年12月17日放送のフジテレビ系『HEY!HEY!HEY! MUSIC CHAMP』最終回にサプライズ出演し、ダウンタウンや東野幸治と久々の共演を果たした[71]。2017年1月6日放送の日本テレビ系『アナザースカイ』にゲスト出演した際、今田耕司と20年ぶりの共演を果たした[72]。
- 趣味は溶岩ヨガ[73]、水泳[74]。好きなアーティストはSuchmos[75][76]。

## 受賞歴
1994年
- 第27回日本有線大賞 有線音楽優秀賞（「恋しさと せつなさと 心強さと」）
- 第36回日本レコード大賞 優秀賞（「恋しさと せつなさと 心強さと」）

1995年
- 第9回日本ゴールドディスク大賞 ベスト5シングル賞（「恋しさと せつなさと 心強さと」）
- 第32回ゴールデン・アロー賞 最優秀新人賞 / 音楽新人賞
- 第12回ベストジーニスト 一般選出部門

2003年
- 第37回ザテレビジョンドラマアカデミー賞 助演女優賞（『ぼくの魔法使い』）

2004年
- 第41回ザテレビジョンドラマアカデミー賞 主演女優賞（『光とともに…〜自閉症児を抱えて〜』）
- 第43回ザテレビジョンドラマアカデミー賞 助演女優賞（『マザー&ラヴァー』）

2005年
- 第31回放送文化基金賞 演技賞（『溺れる人』）
- 第42回ギャラクシー賞 テレビ部門 奨励賞（『溺れる人』）
- 第45回ザテレビジョンドラマアカデミー賞 主演女優賞（『anego[アネゴ]』）

2006年
- 第48回ザテレビジョンドラマアカデミー賞 主演女優賞（『アンフェア』）
- 第3回TVnavi ドラマ・オブ・ザ・イヤー2006 最優秀主演女優賞（『アンフェア』）

2007年
- 第44回ギャラクシー賞 テレビ部門 個人賞（『アンフェア』『花嫁は厄年ッ!』『ハケンの品格』）
- 第52回ザテレビジョンドラマアカデミー賞 主演女優賞（『ハケンの品格』）
- 第4回TVnavi ドラマ・オブ・ザ・イヤー2007 最優秀主演女優賞（『ハケンの品格』）
- 第18回日本ジュエリーベストドレッサー賞 30代部門

2013年
- 第77回ザテレビジョンドラマアカデミー賞 主演女優賞（『ラスト♡シンデレラ』）

2018年
- 第43回報知映画賞 主演女優賞（『人魚の眠る家』『SUNNY 強い気持ち・強い愛』）

2019年
- 第42回日本アカデミー賞 優秀主演女優賞（『人魚の眠る家』）
- 第42回日本アカデミー賞 優秀助演女優賞（『北の桜守』）
- 第23回日本インターネット映画大賞 日本映画主演女優賞（『北の桜守』『SUNNY 強い気持ち・強い愛』『人魚の眠る家』）

2024年
- 第35回日本ジュエリーベストドレッサー賞 50代部門

## 出演
※役名の太字は主演作品。

### テレビドラマ
- 高速戦隊ターボレンジャー 第33話（1989年10月13日、テレビ朝日） - 女子生徒 役
- 世にも奇妙な物語（フジテレビ）
  - 世にも奇妙な物語 '91秋の特別編「ニュースおじさん」（1991年10月3日） - 女子高生 役
  - 世にも奇妙な物語 '04秋の特別編「不幸せをあなたに」（2004年9月20日） - 主演・立川美紗 役
- 映画みたいな恋したい「ヘッドライト」（1991年11月2日、テレビ東京） - 明美 役
- WAIKIKI結婚未満ストーリー（1992年2月10日・17日、フジテレビ）
- 大人は判ってくれない「素晴らしき日曜日」（1992年2月20日、フジテレビ）
- 素顔のままで 第1話 - 第10話（1992年4月13日 - 6月15日、フジテレビ）
- 放課後（1992年10月15日 - 11月12日、フジテレビ、ボクたちのドラマシリーズ） - 女子高生 役
- NIGHT HEAD 第11話（1992年12月17日、フジテレビ） - 彩子 役
- チャンス! 第3話（1993年4月28日、フジテレビ）
- 三姉妹熱血ジャンケン宣言（1994年2月9日 - 11日、日本テレビ） - 真奈美 役
- 若者のすべて 第2話 - 第5話（1994年10月26日 - 11月16日、フジテレビ） - 沖野里見 役
- 輝く季節の中で（1995年4月20日 - 6月29日、フジテレビ） - 星野明美 役
- エリアコードドラマ 彼女と見たい恐い話「真夜中のクラス会」（1995年7月、福岡放送）
- 妊娠ですよ2 第2話（1995年10月23日、関西テレビ・フジテレビ） - 尚子 役
- ピュア（1996年1月8日 - 3月18日、フジテレビ） - 藤木麻子 役
- 恋愛前夜 いちどだけ2「お見合い前夜」（1996年9月18日、日本テレビ） - 雅子 役
- ナニワ金融道2（1996年10月8日、フジテレビ） - 三宅律子 役
  - ナニワ金融道6（2005年1月3日）
- 竜馬がゆく（1997年1月1日、TBS） - お冴 役
- 踊る大捜査線 第2話（1997年1月14日、フジテレビ） - 佐々木典子 役
  - 踊る大捜査線 秋の犯罪撲滅スペシャル（1998年10月6日）
- 木曜の怪談ファイナル タイムキーパーズ 第6話（1997年2月13日、フジテレビ） - ハルカ 役
- みにくいアヒルの子 春休みスペシャル（1997年4月1日、フジテレビ） - 星野梅子 役
- ギフト（1997年4月16日 - 6月25日、フジテレビ） - 秋山千明 役
- 心療内科医・涼子 第2話（1997年10月20日、読売テレビ・日本テレビ） - 花岡キヨノ 役
- スズキさんの休息と遍歴（1997年11月22日、NHK総合） - 七保子 役
- ビーチボーイズ スペシャル（1998年1月3日、フジテレビ） - 原田泉 役
- きらきらひかる（1998年1月13日 - 3月17日、フジテレビ） - 杉冴子 役
- 新・同棲時代「空に星のある限り」（1998年4月3日、TBS） - ミツコ 役
- 青の時代（1998年7月3日 - 9月11日、TBS） - 牧野薫 役
- なにさまっ!（1998年10月11日 - 12月20日、TBS） - 園田祐子 役
- 大河ドラマ（NHK総合）
  - 元禄繚乱（1999年） - 定子 役
  - 北条時宗（2001年） - 讃岐局 役
- 危険な関係（1999年10月14日 - 12月23日、フジテレビ） - 若林ちひろ 役
- 恋の手裏剣（1999年12月22日、NHK総合） - 主演・伊藤愛香 役
- 奇跡の大逆転!「史上最悪の客」（2000年4月7日、TBS） - 貴美子 役
- マッハブイロク特別ドラマ big大作戦（2000年6月29日、フジテレビ）
- 合い言葉は勇気 第2話（2000年7月13日、フジテレビ） - 名古屋裕子 役
- 真夏のクリスマス（2000年10月9日、TBS） - 有希子 役
- Digital Creators'01 地球大爆破「bakuha.com」（2000年12月4日、BS-i）
- 慎吾ママドラマスペシャル “おっはー”は世界を救う!（2001年1月8日、フジテレビ）
- カバチタレ!（2001年1月11日 - 3月22日、フジテレビ） - 宮城京子 役
- ムコ殿（2001年4月12日 - 6月28日、フジテレビ） - 新井さつき 役
- 早乙女タイフーン（2001年7月7日 - 9月22日、テレビ朝日） - 吉村凪子 役
- 時空警察（2001年12月30日、日本テレビ） - 霧山マキエ 役
- 初体験（2002年1月8日 - 3月19日、フジテレビ） - 榎本由加里 役
- SMAP×SMAP特別編 チョナン・カンスペシャル 愛の劇場&愛の唄「ヘンボカセヨ〜幸せになれよ〜」（2002年4月29日、関西テレビ・フジテレビ） - 栗木夏子 役
- 恋愛偏差値〈第一章〉燃えつきるまで（2002年7月4日 - 25日、フジテレビ） - 橘美穂 役
- TEAM スペシャル3（2002年9月20日、フジテレビ） - 村瀬美那子 役
- HR（エイチアール）（2002年10月9日 - 2003年3月26日、フジテレビ） - 淡島涼子 役
- いま何待ち? #9#10#11「スリールームス」／#22#23「平成の無責任男」（2002年12月2日・9日・16日／2003年3月17日・24日、フジテレビ） - 日野日出子 役
- 女と男と物語 PARTI episode1「鏡の中の愛人」（2003年1月11日、朝日放送テレビ・テレビ朝日） - 主演・中村マリア 役
- ムコ殿2003（2003年4月17日 - 6月26日、フジテレビ） - 石原西絵 役
- ぼくの魔法使い（2003年4月19日 - 7月5日、日本テレビ） - ヒロイン・町田留美子（るみたん） 役
- ドラマW 俺は鰯-IWASHI-（2003年4月29日、WOWOW） - 欅沙耶 役
- 愚痴「美顔器の唄」（2003年9月29日、フジテレビ） - 主演
- ヤンキー母校に帰る（2003年10月10日 - 12月12日、TBS） - 金井志穂 役
- アットホーム・ダッド（2004年4月13日 - 6月29日、関西テレビ・フジテレビ） - ヒロイン・山村美紀 役
  - アットホーム・ダッド スペシャル（2004年9月28日）
- 光とともに…〜自閉症児を抱えて〜（2004年4月14日 - 6月23日、日本テレビ） - 主演・東幸子 役
- 天切り松 闇がたり（2004年7月30日、フジテレビ） - 志乃 役
- マザー&ラヴァー（2004年10月5日 - 12月21日、関西テレビ・フジテレビ） - ヒロイン・杉浦瞳 役
- 溺れる人（2005年3月1日、日本テレビ） - 主演・水沢麻里 役
- anego[アネゴ]（2005年4月20日 - 6月22日、日本テレビ） - 主演・野田奈央子 役[86]
  - anego〜アネゴspecial〜（2005年12月28日）
- アンフェア（2006年1月10日 - 3月21日、関西テレビ・フジテレビ） - 主演・雪平夏見 役[87]
  - アンフェア the special コード・ブレーキング〜暗号解読（2006年10月3日）
  - アンフェア the special ダブル・ミーニング〜二重定義（2011年9月23日）
  - アンフェア the special ダブル・ミーニング〜連鎖（2015年9月15日）
- マキアージュ ドラマスペシャル ウーマンズ・アイランド〜彼女たちの選択〜（2006年2月24日、日本テレビ） - 主演・高瀬祐季 役
- 花嫁は厄年ッ!（2006年7月6日 - 9月21日、TBS） - 主演・竹富明子 役[88]
- ハケンの品格（2007）（2007年1月10日 - 3月14日、日本テレビ） - 主演・大前春子 役[89]
  - ハケンの品格（2020）（2020年6月17日 - 8月5日）[90]
- 働くゴン!（2009年9月23日、日本テレビ） - 主演・権俵よし子 役[91]
- 月の恋人〜Moon Lovers〜（2010年5月10日 - 7月5日、フジテレビ） - ヒロイン・二宮真絵美 役[92]
- 黄金の豚-会計検査庁 特別調査課-（2010年10月20日 - 12月15日、日本テレビ） - 主演・堤芯子 役[58]
- 東野圭吾ミステリーズ 第10話「二十年目の約束」（2012年9月13日、フジテレビ） - 主演・山岡亜沙子 役[93]
- ラスト♡シンデレラ（2013年4月11日 - 6月20日、フジテレビ） - 主演・遠山桜 役[94]
- オトナ女子（2015年10月15日 - 12月17日、フジテレビ） - 主演・中原亜紀 役[95]
- 愛を乞うひと（2017年1月11日、読売テレビ・日本テレビ） - 主演・山岡照恵 / 陳豊子 役[26]
- 居酒屋ふじ 第1話・第6話・第11話・最終話（2017年7月8日・8月12日・9月16日・23日、テレビ東京） - 篠原涼子（本人） 役[96]
- 民衆の敵〜世の中、おかしくないですか!?〜（2017年10月23日 - 12月25日、フジテレビ） - 主演・佐藤智子 役[97]
- 連続テレビ小説 おちょやん（2020年11月30日 - 2021年5月14日、NHK総合） - 岡田シズ 役[34]
- 24時間テレビ ドラマスペシャル『生徒が人生をやり直せる学校』（2021年8月21日、日本テレビ） - 立花久美子 役（特別出演）[98]
- silent（2022年10月6日 - 12月22日、フジテレビ） - 佐倉律子 役[99]
- ミステリと言う勿れ 特別編（2023年9月9日、フジテレビ） - 坂巻洋子 役[100]
- ハイエナ（2023年10月20日 - 12月8日、テレビ東京） - 主演・結希凛子 役（山崎育三郎とW主演）[101]
- イップス（2024年4月12日 - 6月21日、フジテレビ） - 主演・黒羽ミコ 役（バカリズムとW主演）[102]
- DOCTOR PRICE（2025年7月6日 - 、読売テレビ・日本テレビ） - 天童真保 役[103]

### 配信ドラマ
- 金魚妻（2022年2月14日配信、Netflix） - 主演・平賀さくら 役[35][104]

### 映画
- 新ファンキー・モンキー・ティーチャー どつかれたるねん!（1994年、ポニーキャニオン/プレイビルパブリッシャーズ） - 三上 役
  - ファンキー・モンキー・ティーチャー FOREVER（1995年） - 涼子 役（特別出演）
- CUTE（1997年4月26日公開、エヌ・ケイ・エイ） - カメラマン 役
- ジューンブライド 6月19日の花嫁（1998年6月13日公開、松竹） - 花田佳代子 役
- ベル・エポック（1998年9月26日公開、東宝） - 星野ひとみ 役
- GO-CON!（2000年6月1日公開、つんくタウンFILMS） - チーママ 役（友情出演）
- RED SHADOW 赤影（2001年8月11日公開、東映） - おりん 役
- 冷静と情熱のあいだ（2001年11月10日公開、東宝） - 芽実 役[105]
- 突入せよ! あさま山荘事件（2002年5月11日公開、東映） - 小雀真理子 役
- 陽はまた昇る（2002年6月15日公開、東映） - 柏木夏佳 役
- Jam Films けん玉（2002年12月28日公開、ショウゲート） - 今日子 役[106]
- 幸福の鐘（2003年11月22日公開、東北新社） - 池田千鶴子 役
- 下妻物語（2004年5月29日公開、東宝） - 桃子の母（西園寺みどり） 役
- 姑獲鳥の夏（2005年7月16日公開、日本ヘラルド映画） - 関口雪絵 役
- にゃんこ THE MOVIE（2006年、めざましムービー） - ナレーション
- THE 有頂天ホテル（2006年1月14日公開、東宝） - ヨーコ 役[107]
- 花田少年史 幽霊と秘密のトンネル（2006年8月19日公開、松竹） - 花田寿枝 役[108]
- アンフェアシリーズ（東宝） - 主演・雪平夏見 役
  - アンフェア the movie（2007年3月17日公開）[15]
  - アンフェア the answer（2011年9月17日公開）[16]
  - アンフェア the end（2015年9月5日公開）[17]
- 魍魎の匣（2007年12月22日公開、ショウゲート） - 関口雪絵 役
- ステキな金縛り（2011年10月29日公開、東宝） - 悲鳴の女（ヨーコ） 役[109]
- 北の桜守（2018年3月10日公開、東映） - 江蓮真理 役[110]
- SUNNY 強い気持ち・強い愛（2018年8月31日公開、東宝） - 主演・阿部奈美 役[28]
- 人魚の眠る家（2018年11月16日公開、松竹） - 主演・播磨薫子 役[27][111]
- 今日も嫌がらせ弁当（2019年6月28日公開、ショウゲート） - 主演・持丸かおり 役[112]
- ウェディング・ハイ（2022年3月12日公開、松竹） - 主演・中越真帆 役[113]

### 舞台
- 彩の国シェイクスピア・シリーズ『ハムレット』（2001年9月14日 - 28日、彩の国さいたま芸術劇場 / 10月12日 - 14日、長久手市文化の家 森のホール / 10月21日 - 28日、大阪MIDシアター / 11月2日 - 4日、水戸芸術館 ACM劇場、演出：蜷川幸雄） - オフィーリア 役
- NINAGAWA VS COCOON FINAL『天保十二年のシェイクスピア』（2005年9月9日 - 10月22日、Bunkamuraシアターコクーン / 10月28日 - 11月6日、シアターBRAVA!、作：井上ひさし、演出：蜷川幸雄） - お光 / おさち 役[13]
- アンナ・クリスティ（2018年7月13日 - 29日、よみうり大手町ホール / 8月3日 - 5日、梅田芸術劇場シアター・ドラマシティ、作：ユージン・オニール、演出：栗山民也） - 主演・アンナ・クリストファーソン 役[31][32]
- 朗読劇『したいとか、したくないとかの話じゃない』（2023年4月20日・21日・23日、俳優座劇場、原作・脚本：足立紳、脚本・演出：新井友香） - 恭子 役[114]
- 見知らぬ女の手紙（2024年12月25日 - 28日、紀伊國屋ホール、原作：シュテファン・ツヴァイク、翻案・演出：行定勲） - 主演・女 役[50][51]

### 劇場アニメ
- ONE PIECE FILM Z（2012年12月15日公開、東映） - アイン 役[115]

### 吹き替え
- トムとジェリーの大冒険（1995年8月19日公開、松竹） - ロビン・スターリング 役
- G-SAVIOUR（2000年、日加共同製作テレビドラマ） - シンシア・グレーブス 役（エヌーカ・ヴァネッサ・オークマ）
- ワールド・ウォーZ（2013年8月10日公開、東宝東和） - カリン・レイン 役（ミレイユ・イーノス）[116]

### ゲーム
- リアルサウンド 〜風のリグレット〜（1997年、セガサターン / 1999年、ドリームキャスト） - 桜井泉水 役[117]

### ドキュメンタリー番組・特別番組
- NONFIX 廃墟シネマ ショートフィルム「砂丘のナディア」（2000年8月5日、フジテレビ）[118]
- Tokyo美人物語〜本当のキレイを探す旅〜（2005年8月21日、日本テレビ）
- 情熱大陸（2006年1月22日、毎日放送・TBS）
- 24時間テレビ29 「愛は地球を救う」（2006年8月26日 - 27日、日本テレビ） - チャリティーパーソナリティー[119]
- メッセージ〜伝説のCMディレクター・杉山登志〜（2006年8月28日、毎日放送・TBS） - ナビゲーター
- アナザースカイ（2017年1月6日、日本テレビ）訪問地：台湾[72]
- 篠原涼子が地元桐生の祭り紹介しますSP!（2023年9月29日、BS日テレ） - ナレーション[120]

### バラエティ番組
- 薔薇薔薇（1990年10月 - 1991年3月、フジテレビ） - レギュラー
- ダウンタウンのごっつええ感じ（1991年12月 - 1997年4月、フジテレビ） - レギュラー
- HYU2（ヒューヒュー）（1993年、日本テレビ） - スケジュールの都合上番組後期から出演
- 摩訶不思議 ダウンタウンの…!?（1993年2月 - 9月、朝日放送テレビ） - レギュラー
- 笑っていいとも!（1993年4月 - 9月、フジテレビ） - 金曜レギュラー
- DAISUKI!（1993年 - 1995年、日本テレビ） - アイキャッチに出演
- どうぶつ奇想天外!（1994年3月 - 9月、TBS） - VTRに出演
- TVおじゃマンモス（1994年4月 - 1998年3月、日本テレビ） - レギュラー
- 嗚呼!バラ色の珍生!!（1994年10月 - 1996年3月、日本テレビ） - MC
- 中居くん温泉H（1997年10月 - 1998年3月、読売テレビ・日本テレビ） - レギュラー
- 中居正広の金曜日のスマたちへ（2001年10月 - 2005年頃、TBS） - レギュラー
- グータン〜自分探しバラエティ〜 → 空飛ぶグータン〜自分探しバラエティ〜（2004年4月 - 2006年3月、関西テレビ・フジテレビ） - MC
- オンナの出口調査（2022年1月10日・5月5日・12月19日・26日・28日・2023年7月13日・2024年6月20日、フジテレビ） - MC

### 音楽番組
- CYBER MEME（サイバーミーム）（1991年10月 - 1992年9月、TVK）[注 2]
- 第27回日本有線大賞（1994年12月9日、TBS） - 有線音楽優秀賞
- 第36回日本レコード大賞（1994年12月31日、TBSテレビ・ラジオ） - 優秀賞
- NHK紅白歌合戦（NHK総合・ラジオ第1）※#NHK紅白歌合戦出場歴参照
- 金曜玉手箱 → 金之玉手箱（1995年1月 - 1998年3月、朝日放送テレビ・テレビ朝日） - MC
- 歌のゴールデンヒット（2017年2月13日、TBS） - MC[121]

### NHK紅白歌合戦出場歴
| 年度   | 放送回 | 回 | 曲目                              | 備考           | 歌手別視聴率  |
| ------ | ------ | -- | --------------------------------- | -------------- | ------------- |
| 1994年 | 第45回 | 初 | 恋しさと せつなさと 心強さと      | [ 7 ]          |               |
| 2022年 | 第73回 | 2  | 恋しさと せつなさと 心強さと 2023 | 小室哲哉と共演 | 35.4%（10位） |

### MV
- TM NETWORK「Love Train」（1991年）[注 2]

### ラジオ
- 東京サウンドバズーカ音姫絵巻（1991年4月 - 1992年4月、ニッポン放送）
- 東京パフォーマンスドールのprom night（1993年、ラジオ大阪）
- ブンブン・MoMoJiRiキッズ（1993年、ラジオ大阪）
- Radio Kids Grove-3. 2. 1. 0-（1994年10月 - 1996年3月、BAYFM）
- 篠原涼子の感度♡良好!!（1995年10月 - 1997年10月、ニッポン放送）
- Dream Navigator（1996年4月 - 1997年4月、BAYFM）
- Stars On Radio Part II（1997年10月 - 12月、パーフェクTV!Ch.503 Sound Witch Radio）
- BODY WILD presents 篠原涼子のワイルドで行こう（1998年9月 - 2001年3月、TOKYO FM・FM OSAKA）
- 泉谷しげると篠原涼子のミュージックバトル! 決戦は日曜日（2002年4月 - 2003年6月、文化放送）
- Kiss Your Love Story（2002年10月 - 2003年10月、Kiss-FM）

### CM・広告
- ファミリーマート（1991年／1995年 - 1998年）
  - '91サマーキャンペーンイメージキャラクター（1991年）
  - 篠原店長シリーズ（1995年 - 1998年）
- メガネスーパー（1991年 - 1992年）[注 2]
- 江崎グリコ「プリッツ」（1992年 - 1993年[注 2]／1995年 - 1998年）
- NTTドコモ（1992年 - 1995年）
- 東京アカデミー医療予備校（1993年 - 1994年）
- マンダム「トリーティア ハーブ in ウォーター」（1994年 - 1997年）
- サッポロ飲料「杜仲茶」（1994年 - 1995年）
- ベネッセコーポレーション「進研ゼミ中学講座」（1995年 - 1996年）
- カプコン「ストリートファイター」シリーズ（1995年 - 1996年）
- 日清食品「エージャン」（1995年 - 1996年）[123]
- カゴメ「野菜生活100」（1996年 - 1997年）
- 日本財団（1996年 - 1997年）
- グンゼ「BODY WILD」（1998年 - 2001年）[8]
- 資生堂
  - 「資生堂ファイントイレタリー」（1998年 - 2001年）
  - 「MAQuillAGE（マキアージュ）」（2005年 - 2009年）
  - 「ELIXIR（エリクシール）」（2010年 - 2020年）[124]
  - 「資生堂 表情プロジェクト」（2017年 - 2018年）[125]
- 立山酒造「銀嶺立山」（1999年 - 2003年）
- 花王
  - 「ビオレ 洗顔フォーム」（2002年 - 2003年）
  - 「ビオレ ザ ボディ ととのい肌」（2025年 - ）[126][127]
- 日本コカ・コーラ
  - 「カナダドライ ジンジャーエール」（2003年 - 2005年）
  - 「アクエリアス アクティブ ダイエット」（2006年 - 2007年）
- 武田薬品工業「ハイシーBメイト2」（2003年 - 2004年）
- 日本郵政公社「ゆうパック」（2003年 - 2004年）
- ツムラ「ソフレ」（2004年 - 2006年）
- KDDI
  - 「メタルプラス電話」（2006年 - 2008年）
  - 「au」ケータイの掟シリーズ（2007年 - 2008年）
- ローソン（2006年 - 2007年）
- UHA味覚糖「e-maのど飴」（2006年 - 2007年）
- オリックス（2006年 - 2017年）
  - オリックス・クレジット「オリックスVIPローンカード」
  - オリックス銀行「オリックス銀行カードローン」
- ダイハツ工業
  - 「クー」（2006年 - 2007年）[128]
  - 「ブーン」（2018年 - 2020年）[129]
- ソニー・コンピュータエンタテインメント「LocoRoco」（2006年 - 2007年）[130]
- ワールド「Reflect」（2006年 - 2010年）[131]
- シチズン時計「xC（クロスシー）」（2006年 - 2012年）[132]
- ティップネス（2007年）
- ハウス食品「プライムカレー」（2007年 - 2009年）
- JTB『その旅、JTB流』（2007年 - 2008年）
- ディップ「はたらこねっと」（2007年 - 2010年）[133]
- ボシュロム・ジャパン「ピュアビジョン」（2007年 - 2008年）
- JT飲料「辻利」（2007年 - 2008年）
- 森永製菓
  - 「DARS」（2007年 - 2008年）
  - 「粒選りショコラ」（2007年 - 2008年）
- 中央コーポレーション（2008年）
- ハウスウェルネスフーズ「C1000 ビタミンレモン」「C1000 レモンウォーター」（2009年 - 2011年）[134]
- ソニー
  - 「BRAVIA」（2009年 - 2011年）[135][136][137][138]
  - 「ソニーブルーレイディスクレコーダー」（2009年 - 2011年）[139][140]
- エスエス製薬「イブクイック頭痛薬」「イブクイック頭痛薬DX」（2009年 - 2022年）[141][142]
- アサヒビール「アサヒ ストロングオフ」（2010年 - 2011年）[143]
- ダイドードリンコ「デミタスコーヒー」（2011年 - 2012年）[144]
- キッコーマン
  - 「いつでも新鮮 しぼりたて生しょうゆ」シリーズ（2012年 - 2017年）
  - 「マンジョウ 米麹こだわり仕込み 本みりん」（2014年 - 2017年）
  - 「だし香る贅沢つゆ」（2015年 - 2017年）
- 伊藤園「お〜いお茶」（2013年 - 2014年）
- GREE「探検ドリランド」（2013年 - 2014年）[145]
- トリンプ・インターナショナル・ジャパン（2014年 - 2017年）[25]
  - 「天使のブラ® 極上の谷間」[146][147][148][149][150][151][152]
  - 「天使のブラ® スリムライン」[153][154][155][156]
  - 「恋するブラ®」[157][158][159][160]
  - 「WONDER MAKE®」[161][162][163]
- LIXIL『リフォームを贈ろう。』（2014年）[164]
- ポッカサッポロフード&ビバレッジ
  - 「キレートレモン」「キレートレモン スパークリング」（2014年 - 2018年）[165][166][167][168]
  - 「キレートレモン ENERGIE」（2015年）[169]
- 中国電力（2016年 - 2019年）
- 日本和装ホールディングス「きもの着付け教室」（2018年）[170]
- サッポロビール「麦とホップ」（2018年）[171]
- アサヒ飲料「ウィルキンソン タンサン エクストラ」「ウィルキンソン タンサン レモン」（2019年 - 2020年）[172][173]
- ソニーネットワークコミュニケーションズ「NURO 光」（2019年 - 2020年）[174]
- 日本マクドナルド「今年はみんなでBIG SMILE『ビッグマック』」（2021年）[175]
- 明治「明治ブルガリアヨーグルト」（2021年）[176]
- ニベア花王「ニベア クレンジングオイル ビューティースキン」「ニベア クリームケア 弱酸性泡洗顔」（2021年 - 2022年）[177]
- Perle Savon（2022年）[178]
- オルビス「オルビスユー ドット」（2023年 - ）[179]

### ライブ
- avex dance Matrix '95 TK DANCE CAMP（1995年8月19日、大阪万博記念公園 / 8月26日、東京ベイサイドスクエア）
- Act Against AIDS「THE VARIETY」（1995年12月31日、横浜アリーナ / 1997年 - 2002年〈全て12月1日〉、日本武道館）[180]
- ガラ・コンサート「LIFE IS BEAUTIFUL」（2025年4月26日、新国立劇場 オペラパレス、構成・演出：宮本亞門）[181]

| 年     | タイトル                                               | 日程 / 会場                                                                                                |
| ------ | ------------------------------------------------------ | --- |
| 1994年 | 篠原涼子 LIVE SEVEN ON SEVEN                           | 2月10日 東京・新宿シアターアプル                                                                           |
| 1995年 | LADY GENERATION LIVE Ryoko Summer Generation Tour 1995 | 8月25日 大阪・大阪サンケイホール 8月30日 愛知・愛知県勤労会館 9月8日 東京・中野サンプラザ                  |
| 1997年 | RYOKO SHINOHARA LIVE '97                               | 6月20日 大阪・UMEDA HEAT BEAT 6月26日 東京・赤坂BLITZ 8月21日 群馬・桐生市市民文化会館                     |
| 2023年 | 篠原涼子 Birthday Premium Billboard Live 2023          | 8月13日 東京・ビルボードライブ東京 8月20日 大阪・ビルボードライブ大阪 8月26日 神奈川・ビルボードライブ横浜 |

## 書籍

### 雑誌連載
- 宝島社『InRed』 篠原涼子「ほっこり物語」（2007年2月号 - 2021年1月号）
- マガジンハウス『BOAO』
  - 「sexy conservative “セクサバ!” Starring 篠原涼子」（2005年3月号 - 2005年12月号）
  - 「篠原涼子 好奇心★会議」（2006年4月号 - 2007年3月号）
  - 「篠原涼子のベストルック」（2007年4月号 - 2007年8月号）
  - 「篠原涼子 Talking About...」（2007年9月号 - 2008年12月号）

### エッセイ
- 篠原涼子 ピンぼけ（1995年4月、ソニー・マガジンズ）ISBN 4-7897-0970-1

### 写真集
- RYOKO 1996 'et'e（1996年12月、ワニブックス）ISBN 4-8470-2449-4
- 月刊 篠原涼子（1998年12月、新潮社）ISBN 4-10-790055-X

### その他
- メッセージ絵本『リョウコちゃん』（2009年4月、ワニブックス）[182] ISBN 978-4-8470-1840-4
- メイクブック『大人がきれいに見えるメイク』（2018年7月、光文社、著：ヘア&メイクアップアーティスト 岡野瑞恵）[183] ISBN 978-4-334-95037-8

## ディスコグラフィ

### シングル

#### CDシングル
|                               | 発売日                       | タイトル                          | 収録曲 | 販売形態                     | 規格品番                     | 備考 |
| Epic/Sony Records／Cha-DANCE  | Epic/Sony Records／Cha-DANCE | Epic/Sony Records／Cha-DANCE      | Epic/Sony Records／Cha-DANCE | Epic/Sony Records／Cha-DANCE | Epic/Sony Records／Cha-DANCE | Epic/Sony Records／Cha-DANCE |
| ----------------------------- | ---------------------------- | --------------------------------- | --- | ---------------------------- | ---------------------------- | --- |
| 1st                           | 1991年1月21日                | 恋はシャンソン                    | 1. 恋はシャンソン 作詞・作曲：N.Scornik、J.P.Bourtayre／日本語詞・編曲：in Voice 2. カメレオン・カフェ（TIRAMISU MIX） 作詞・作曲：Angelo La Bionda、Carmelo La Bionda／日本語詞：神野々子／編曲：T.Tashiro-MST                                                  | 8cm CD                       | ESDB-3183                    | - CDジャケットに「篠原涼子 from 東京パフォーマンスドール」と表記。 |
| 2nd                           | 1992年7月22日                | スコール                          | 1. スコール 作詞：石嶋由美子、小林徹／作曲・編曲：ゴンザレス三上 2. バード 作詞：小林徹／作曲・編曲：ゴンザレス三上 | 8cm CD                       | ESDB-3320                    | - CDジャケットに「篠原涼子 from 東京パフォーマンスドール」と表記。 - オリコン最高位：97位 |
| 3rd                           | 1994年2月2日                 | Sincerely                         | 1. Sincerely 作詞：松井五郎／作曲・編曲：中崎英也 2. MOONLIGHT CALL 作詞：松井五郎／作曲・編曲：中崎英也 | 8cm CD                       | ESDB-3450                    | - CDジャケットに「篠原涼子 from 東京パフォーマンスドール」と表記。 - オリコン最高位：61位 |
| 4th                           | 1994年7月21日                | 恋しさと せつなさと 心強さと      | 1. 恋しさと せつなさと 心強さと 作詞・作曲・編曲：小室哲哉 2. GooD LucK 作詞・作曲・編曲：小室哲哉 3. 恋しさと せつなさと 心強さと（オリジナルカラオケ） | 8cm CD                       | ESDB-3495                    | - 篠原涼子 with t.komuro名義 - 東映系アニメーション映画『ストリートファイターII MOVIE』主題歌 - オリコン最高位：1位 |
| Epic/Sony Records             |                              |                                   | |                              |                              | |
| 5th                           | 1995年2月8日                 | もっと もっと…                    | 1. もっと もっと… 作詞・作曲：小室哲哉／編曲：小室哲哉、久保こーじ 2. 夏の日 作詞：小室哲哉／作曲・編曲：久保こーじ 3. もっと もっと…（オリジナルカラオケ） | 8cm CD                       | ESDB-3540                    | - 篠原涼子 with t.komuro名義 - マンダム「トリーティア ハーブ in ウォーター」CMソング - オリコン最高位：3位 |
| 6th                           | 1995年8月2日                 | Lady Generation                   | 1. Lady Generation（Original Mix） 作詞・作曲・編曲：小室哲哉 2. Lady Generation（Club Mix） 3. Lady Generation（Instrumental） | 8cm CD                       | ESDB-3595                    | - ファミリーマートCMソング - オリコン最高位：5位 |
| 7th                           | 1995年11月22日               | ダメ!                             | 1. ダメ! 作詞・作曲：井上陽水／編曲：CHOKKAKU 2. Happy Hour 作詞：真間稜／作曲：村松邦男／編曲：松本晃彦 3. ダメ!（Instrumental） | 8cm CD                       | ESDB-3641                    | - オリコン最高位：20位 |
| 8th                           | 1996年5月22日                | 平凡なハッピーじゃ物足りない      | 1. 平凡なハッピーじゃ物足りない 作詞・作曲：広瀬香美／編曲：CHOKKAKU 2. 黄色いシグナル 作詞：川咲そら／作曲：広瀬香美／編曲：田辺恵二 3. 平凡なハッピーじゃ物足りない（オリジナルカラオケ）                                                                      | 8cm CD                       | ESDB-3681                    | - ファミリーマートCMソング - オリコン最高位：19位 |
| 9th                           | 1996年8月21日                | しあわせはそばにある              | 1. しあわせはそばにある 作詞：秋元康／作曲：寺田一郎／編曲：CHOKKAKU 2. 愛が痛いよ 作詞：藤原ようこ／作曲：寺田一郎／編曲：EBBY 3. しあわせはそばにある（オリジナルカラオケ）                                                                                    | 8cm CD                       | ESDB-3704                    | - ファミリーマートCMソング - オリコン最高位：27位 |
| 10th                          | 1996年11月25日               | パーティーをぬけだそう!           | 1. パーティーをぬけだそう! 作詞・作曲・編曲：忌野清志郎 2. クリスマス・モーニング 作詞・作曲：忌野清志郎、篠原涼子／編曲：忌野清志郎 3. つらい恋とカプチーノ 作詞・作曲：忌野清志郎、篠原涼子／編曲：忌野清志郎 4. パーティーをぬけだそう!（オリジナルカラオケ） | 8cm CD                       | ESDB-3729                    | - 忌野清志郎と篠原涼子名義 忌野清志郎とのコラボレーションシングル。 - オリコン最高位：49位 |
| 11th                          | 1997年7月1日                 | Goodbye Baby                      | 1. Goodbye Baby 作詞：松井五郎／作曲・編曲：小森田実 2. Destiny 作詞・作曲：篠原涼子／編曲：朝本浩文／コーラスアレンジ：佐々木久美 3. Goodbye Baby（Backing Track）                                                                                              | 8cm CD                       | ESDB-3768                    | - TBS系『face2』エンディングテーマ - オリコン最高位：63位 |
| 12th                          | 1998年4月22日                | BLOW UP                           | 1. BLOW UP 作詞：KOHEY、松井五郎／作曲・編曲：KOHEY 2. Talk to myself 作詞：篠原涼子／作曲・編曲：朝本浩文 3. BLOW UP（Backing Track） | 8cm CD                       | ESDB-3831                    | - グンゼ「BODY WILD」CMソング |
| 13th                          | 1998年10月1日                | a place in the sun                | 1. a place in the sun 作詞：前田たかひろ／作曲：上田知華／編曲：水島康貴 2. a place in the sun（Movie Version） 3. a place in the sun（Instrumental） | 8cm CD                       | ESDB-3869                    | - 東宝系映画『ベル・エポック』劇中歌 - ベル・エポック オリジナル・サウンドトラックには「a place in the sun（Heart Beat Mix）」を収録。                                                                                           |
| 東芝EMI                       |                              |                                   | |                              |                              | |
| 14th                          | 2000年3月8日                 | リズムとルール                    | 1. リズムとルール 作詞：鈴木祥子／作曲：L.SOUL／編曲：村山晋一郎、村田陽一 2. 夜空に隠して 作詞：篠原涼子／作曲・編曲：キハラ龍太郎 3. リズムとルール（off vocal version）                                                                                       | 12cm CD                      | TOCT-4192                    | - テレビ朝日系ドラマ『おばあちゃま、壊れちゃったの?』主題歌 - オリコン最高位：63位 |
| キティMME                     |                              |                                   | |                              |                              | |
| 15th                          | 2001年8月22日                | someday somewhere                 | 1. someday somewhere 作詞：篠原涼子／作曲：日下賢司／編曲：中野定博 2. i love b 作詞：H.U.B.／作曲：日下賢司／編曲：大川達之 3. someday somewhere (ultra bossa mix) 4. someday somewhere（Instrumental） 5. i love b（Instrumental）                             | 12cm CD                      | UMCK-5031                    | - テレビ朝日系ドラマ『早乙女タイフーン』挿入歌 |
| Sony Music Associated Records |                              |                                   | |                              |                              | |
| 16th                          | 2003年5月21日                | Time of GOLD                      | 1. Time of GOLD 作詞：おちまさと／作曲：椎名純平、秋田慎治 2. SPARKLE 3. 白昼夢 4. Time of GOLD（Instrumental） | CCCD                         | AICL-1426                    | - 椎名純平 with 篠原涼子名義 椎名純平とのコラボレーションシングル。 篠原が歌唱している楽曲は「Time of GOLD」のみ。 - 日本コカ・コーラ「カナダドライ ジンジャーエール」CMソング                                                   |
| avex trax                     |                              |                                   | |                              |                              | |
| 17th                          | 2023年9月27日                | 恋しさと せつなさと 心強さと 2023 | 1. 恋しさと せつなさと 心強さと 2023 作詞・作曲・編曲：小室哲哉 2. 恋しさと せつなさと 心強さと 2023 [Original Karaoke] 3. 恋しさと せつなさと 心強さと 2023 [SF6 Edit] 4. 恋しさと せつなさと 心強さと 2023 [Instrumental]                                      | 12cm CD+Blu-ray Disc         | AVCD-61379B                  | - 篠原涼子 with t.komuro名義 - カプコン対戦型格闘ゲーム『ストリートファイター6』日本イメージソング - Blu-ray Disc 収録内容 - 恋しさと せつなさと 心強さと 2023（Music Video） - 恋しさと せつなさと 心強さと 2023（Making Clip） |
| 17th                          | 2023年9月27日                | 恋しさと せつなさと 心強さと 2023 | 1. 恋しさと せつなさと 心強さと 2023 作詞・作曲・編曲：小室哲哉 2. 恋しさと せつなさと 心強さと 2023 [Original Karaoke] 3. 恋しさと せつなさと 心強さと 2023 [SF6 Edit] 4. 恋しさと せつなさと 心強さと 2023 [Instrumental]                                      | 12cm CD                      | AVCD-61380                   | - 篠原涼子 with t.komuro名義 - カプコン対戦型格闘ゲーム『ストリートファイター6』日本イメージソング - Blu-ray Disc 収録内容 - 恋しさと せつなさと 心強さと 2023（Music Video） - 恋しさと せつなさと 心強さと 2023（Making Clip） |

#### 配信限定シングル
|                        | 配信日                 | タイトル                          | 収録曲                                                          | 販売形態               | 備考                                                                                                |
| Sony Music Labels Inc. | Sony Music Labels Inc. | Sony Music Labels Inc.            | Sony Music Labels Inc.                                          | Sony Music Labels Inc. | Sony Music Labels Inc.                                                                              |
| ---------------------- | ---------------------- | --------------------------------- | --------------------------------------------------------------- | ---------------------- | --------------------------------------------------------------------------------------------------- |
| 1st                    | 2022年2月14日          | Crazy for you                     | 1. Crazy for you 作詞・作曲：Miliyah、Che'Nelle、SUNNY BOY      | デジタル・ダウンロード | - sino R fine名義 - Netflixシリーズ『金魚妻』主題歌 - 「Crazy for you」ミュージックビデオ - YouTube |
| avex trax              |                        |                                   |                                                                 |                        | |
| 2nd                    | 2022年9月17日          | 恋しさと せつなさと 心強さと 2023 | 1. 恋しさと せつなさと 心強さと 2023 作詞・作曲・編曲：小室哲哉 | デジタル・ダウンロード | - 篠原涼子 with t.komuro名義 - カプコン対戦型格闘ゲーム『ストリートファイター6』日本イメージソング  |

### グループアルバム収録のソロ楽曲
| 楽曲                         | 発売日・収録アルバム                                       |                              |
| Epic/Sony Records／Cha-DANCE | Epic/Sony Records／Cha-DANCE                               | Epic/Sony Records／Cha-DANCE |
| ---------------------------- | ---------------------------------------------------------- | ---------------------------- |
| カメレオン・カフェ           | 1990年11月21日『Cha-DANCE Party Vol.1』                    |                              |
| 手紙                         | 1991年7月25日『Cha-DANCE Party Vol.2』                     |                              |
| 星に願いを                   | 1991年11月21日『Cha-DANCE Party Vol.3』                    |                              |
| 異国〜Tokyo In The Night〜   | 1992年7月8日『Tokyo Romance - Cha-DANCE Party Vol.4』      |                              |
| 薔薇が眠れるまで             | 1992年12月2日『CATCH YOUR BEAT!! 〜Cha-DANCE Party Vol.5』 |                              |
| Go Go Paradise               | 1994年8月1日『NEVER STOP - Cha-DANCE Party Vol.9』         |                              |

### 映像作品

#### その他の作品
- 小室哲哉がプロデュースしたPlayStation用ソフト・ガボールスクリーン（1996年）に、未CD化の楽曲「waiting for...」（作詞：前田たかひろ／作曲・編曲：久保こーじ）のミュージックビデオが収録。
- ephemere（1999年3月17日、ポニーキャニオン、PCVE-10912（VHS））